# Ahmad Toukan
Ahmad Toukan (arabisch أحمد طوقان, DMG Aḥmad Ṭūqān, auch Ahmed Touqan; * 15. August 1903 in Nablus; † Januar 1981 in Amman, Jordanien) war ein jordanischer Politiker.

## Leben
Toukan, der älteste Bruder der beiden bekannten arabischen Dichter Ibrahim Toukan und Fadwa Toukan, studierte nach dem Schulbesuch zunächst Ingenieurwissenschaften an der Amerikanischen Universität Beirut und schloss dieses Studium 1925 mit einem Bachelor of Science (B.Sc. Engineering) ab. Ein anschließendes postgraduales Studium der Physik an der University of Oxford beendete er 1929 mit einem Master of Science (M.Sc. Physics).
Nach der Souveränität Jordaniens vom Vereinigten Königreich am 25. Mai 1946 übernahm er zahlreiche Ämter in der jordanischen Regierung sowie bei Internationalen Organisationen.
1951 war er erstmals für kurze Zeit Außenminister. Zwischen 1954 und 1961 war er Mitarbeiter der UNESCO sowie zeitgleich auch Stellvertretender Leiter für Bildung beim Hilfswerk der Vereinten Nationen für Palästina-Flüchtlinge im Nahen Osten (UNRWA). Nach Beendigung dieser Tätigkeit war er von 1962 bis 1966 Bildungsexperte bei der Internationalen Bank für Wiederaufbau und Entwicklung (IBRD).
1967 wurde er zum zweiten Mal für einige Zeit jordanischer Außenminister und bekleidete dieses Amt 1969 zum dritten Mal. Des Weiteren war er zeitweise Staatsminister sowie Vize-Ministerpräsident Jordaniens.
Toukan wurde am 26. September 1970 als Parteiloser Ministerpräsident Jordaniens. Er wurde damit Nachfolger von Muhammad Daoud zu einem von Krisen geprägten Zeitpunkt und Maßnahmen gegen palästinensische Guerillas der PLO. Knapp einen Monat später übergab er am 28. Oktober 1970 das Amt des Ministerpräsidenten an Wasfi at-Tall, der bereits zwei Mal Ministerpräsident war.
1972 war er nicht nur Präsident des Haschemitischen Königlichen Gerichtshofes, sondern auch Vorsitzender des Verwaltungsrates der Universität von Jordanien. Toukan starb Anfang Januar 1981 nach Angaben eines Sprechers des jordanischen Königspalastes nach längerer Krankheit.